# Cinco de Mayo, Coatzacoalcos
Cinco de Mayo är en ort i Mexiko.   Den ligger i kommunen Coatzacoalcos och delstaten Veracruz, i den sydöstra delen av landet, 500 km öster om huvudstaden Mexico City. Cinco de Mayo ligger 32 meter över havet och antalet invånare är 419.
Terrängen runt Cinco de Mayo är platt. Runt Cinco de Mayo är det ganska glesbefolkat, med 38 invånare per kvadratkilometer. Närmaste större samhälle är Coatzacoalcos, 12,8 km nordväst om Cinco de Mayo. Omgivningarna runt Cinco de Mayo är en mosaik av jordbruksmark och naturlig växtlighet.